# بيب والعالم الكبير
بيب والعالم الكبير أو كوكو صوصو و بطوط (بالإنجليزية: Peep and the Big Wide World) مسلسل رسوم متحركة أمريكي عرض لأول مره في 12 أبريل 2004 حتى 14 سبتمبر 2007.

## روابط خارجية
- بيب والعالم الكبير على موقع IMDb (الإنجليزية)
- بيب والعالم الكبير على موقع روتن توميتوز (الإنجليزية)
- بيب والعالم الكبير على موقع نتفليكس (الإنجليزية)
- بيب والعالم الكبير على موقع قاعدة بيانات الفيلم (الإنجليزية)